# Rubus hayata-koidzumii
 (octobre 2012).
Si vous disposez d'ouvrages ou d'articles de référence ou si vous connaissez des sites web de qualité traitant du thème abordé ici, merci de compléter l'article en donnant les références utiles à sa vérifiabilité et en les liant à la section « Notes et références ».
Espèce
Rubus hayata-koidzumii, nommée communément ronce du Yu Shan, est une espèce de plantes à fleurs de la famille des Rosaceae originaire des montagnes de Taïwan (Yu Shan).
Elle est généralement plus connue sous les synonymes incorrects de Rubus calycinoides, Rubus pentalobus ou Rubus rolfei.

## Description
C'est une ronce rampante et persistante.

## Usages
Elle est souvent vendue comme plante d'ornement en tant que plante rampante persistante, et notamment les variétés suivantes :
- R. 'Emerald carpet'
- R. 'california'
- R. 'Betty Ashburner'